# 県立姶良病院
県立姶良病院（けんりつあいらびょういん）は、鹿児島県姶良市にある、鹿児島県立病院事業の設置等に関する条例（昭和39年3月30日条例第45号）により設置された県立の精神科病院である。

## 概要
前身は県立鹿児島病院（現鹿児島大学病院）の分院として開設された。公立の精神科病院としては東京都立松沢病院の次に建設された精神科病院である。

## 診療科
- 精神科
  - 物忘れ外来
- 歯科（入院患者のみ）

## 沿革
- 1925年 - 鹿児島市宇宿町に開院。
- 1931年 - 県立鹿児島保養院に改称、独立。
- 1943年 - 現在地に移転。
- 1992年 - 現名称に改名。
- 2006年 - 鹿児島県精神科救急情報センターの設置。
- 2008年 - 指定通院医療機関指定。
- 2012年 - 指定入院医療機関指定。

## 認定・指定
- 応急入院指定病院
- 鹿児島県精神科救急医療施設
- 臨床研修指定病院
- 医療観察法に基づく指定通院医療機関および指定入院医療機関

## 交通アクセス
- JR日豊本線より重富駅より徒歩15分[2]。
- 南国交通、鹿児島交通「給食センター前」から徒歩約5分、鹿児島交通「白金原」から徒歩3分